# Arthur Hornblow Jr.
Arthur Hornblow Jr. (Nova York, 15 de març de 1893 - Nova York, 17 de juliol de 1976) va ser un productor de cinema estatunidenc. Quatre de les seves pel·lícules van rebre nominacions als Oscar a la millor pel·lícula.

## Biografia
Hornblow era fill d'Arthur Hornblow Sr. (1865–1942), un escriptor que va editar Theatre Magazine a la ciutat de Nova York.
Hornblow es va graduar a la DeWitt Clinton High School, a la ciutat de Nova York, el 1911, abans d'estudiar al Dartmouth College i la New York Law School, i va ser membre de la fraternitat Theta Delta Chi. Va servir en la contraintel·ligència durant la Primera Guerra Mundial, i després va provar l'escriptura teatral. Posteriorment va ser contractat com a supervisor de producció per Sam Goldwyn a Paramount el 1927.
Inicialment, es va especialitzar en les populars comèdies screwball, i finalment va donar a Billy Wilder el seu primer treball de direcció i va produir diverses pel·lícules protagonitzades per Bob Hope. Aquestes inclouen The Cat and the Canary (1939), The Ghost Breakers (1940) i Nothing But the Truth (1941). El 1942 es va traslladar a la MGM on va produir Gaslight i diverses pel·lícules de cinema negre. A la dècada de 1950, com a productor independent en lloc d'empleat d'estudi, va treballar al musical Oklahoma i al drama judicial Testimoni de càrrec, dirigit pel seu antic company de Paramount, Wilder.
Va donar a l'aspirant actriu Marie Windsor la seva primera prova de pantalla i a Constance Ockelman el seu nou nom, Veronica Lake.
Quatre de les seves pel·lícules van rebre nominacions a l'Oscar a la millor pel·lícula.
El seu crèdit a la pantalla del productor és distintiu perquè és una reproducció de la seva signatura amb un subratllat, no el tipus de lletra (normalment imprès) utilitzat per a la resta de crèdits.

## Nominacions als Oscar
Com a productor va ser nominat quatre vegades a l'Oscar a l'Oscar a la millor pel·lícula, però no va aconseguir guanyar.
- Noblesa obliga (Ruggles of Red Gap) (1935), western de comèdia amb Charles Laughton.
- Hold Back the Dawn (1941), comèdia romàntica amb Charles Boyer i Olivia de Havilland.
- Gaslight (1944), thriller amb Ingrid Bergman, Charles Boyer i Joseph Cotten.
- Testimoni de càrrec (Witness for the Prosecution) (1957), drama judicial amb Charles Laughton, Tyrone Power, Marlene Dietrich i Elsa Lanchester.

## Filmografia seleccionada
- Four Hours to Kill! (1935)
- The Princess Comes Across (1936)
- Easy Living (1937)
- High, Wide and Handsome (1937)
- Midnight (1939)
- The Cat and the Canary (1939)
- The Ghost Breakers (1940)
- Aixeca't, amor meu (Arise, My Love) (1940)
- El superior i la menor (The Major and the Minor) (1942)
- Gaslight (1944)[3]
- Desire Me (1947)
- The Hucksters (1947)[3]
- Cass Timberlane (1947)
- La jungla d'asfalt (The Asphalt Jungle) (1950)[3]
- Million Dollar Mermaid (1952)
- Oklahoma! (1955)[3]
- The War Lover (1962)

## Llibres
- A History of the Theatre in America From its Beginnings to the Present Time Vol. 1 (J.B. Lippincott Company, 1919), ISBN 9781628452334
- A History of the Theatre in America From its Beginnings to the Present Time Vol. 2 (J.B. Lippincott Company, 1919), ISBN 9781628452594

Amb Leonora Hornblow:
- Animals Do the Strangest Things, illus. Michael K. Frith (Random House, 1964), 62 pp., LCCN 64019132-{{{3}}}